# 斯潘塞·勒马钱特·穆尔
斯潘塞·勒马钱特·穆尔（Spencer Le Marchant Moore，1850年—1931年）为英国植物学家。
斯潘塞·勒马钱特·穆尔出生于汉普斯特德。1870年至1879年，他曾工作于英国皇家植物园，发表了大量的植物学论文。1896年，他以非官方的身份来到自然史博物馆工作，直至他去世。